# Hamdi Al Masri
Hamdi Al Masri (en arabe : حمدي المصري ) est un joueur international syrien qui évolue à Police Club au poste de défenseur. Il participe au championnat d'Irak et il est membre de l'équipe nationale syrienne.

## Buts internationaux
| #  | Date         | Lieu                                   | Adversaire | But | Résultat | Compétition |
| -- | ------------ | -------------------------------------- | ---------- | --- | -------- | ----------- |
| 1. | 26 mars 2015 | Stade du roi Abdallah, Amman, Jordanie | Jordanie   | 1-0 | 1-0      | Amical      |

## Palmarès

### En club
Police Club
- Champion d'Irak en 2014

### Individuel
Avec le Police club : 
- Élu meilleur joueur du championnat d'Irak